# Soyuz V

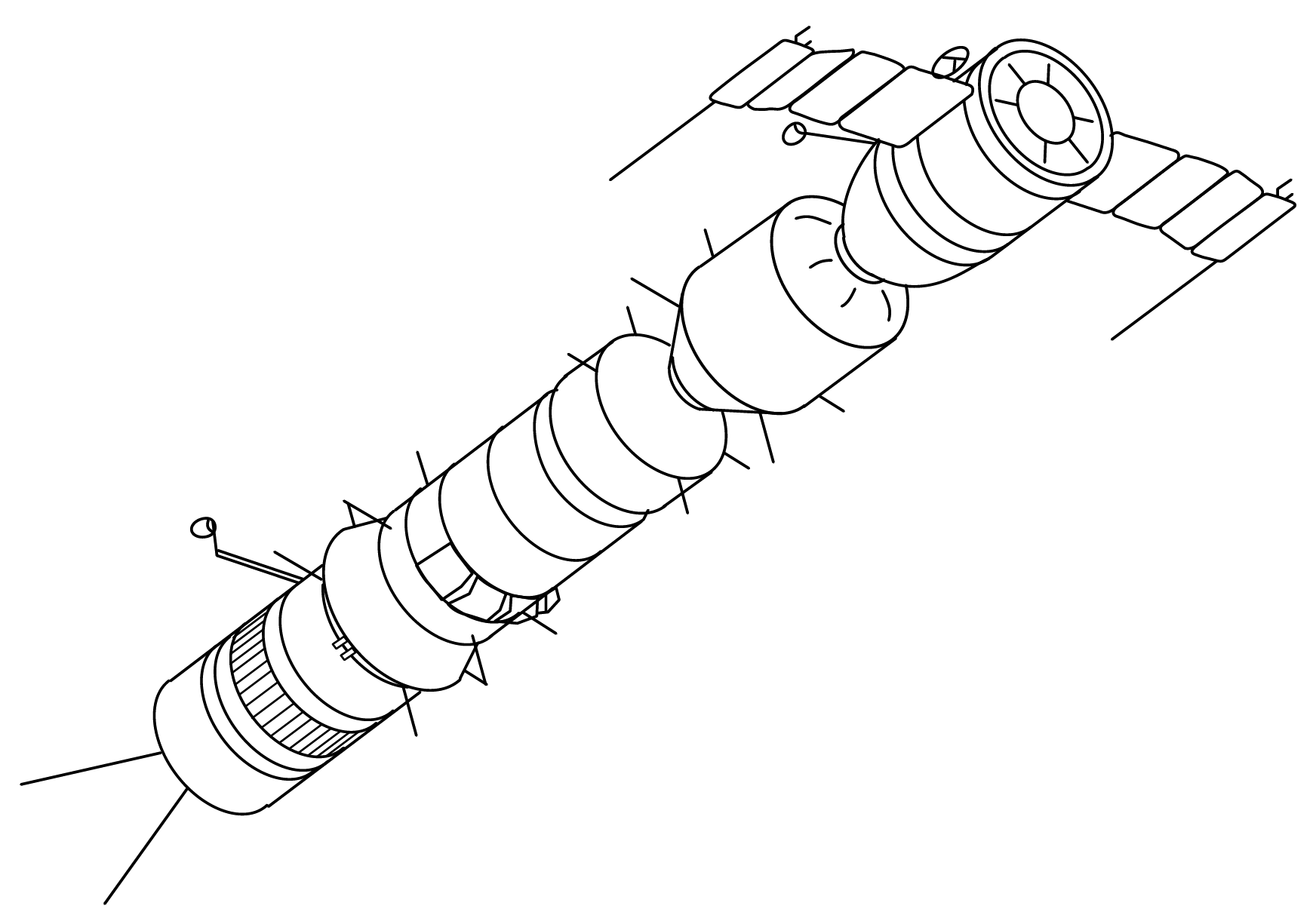
Conjunto de Soyuz A, Soyuz B y Soyuz V, constituyendo el complejo L1.

Soyuz V, también denominada Soyuz 11K y a veces Soyuz C, fue una nave espacial soviética diseñada por Sergéi Koroliov hacia finales de 1962 y destinada a realizar las funciones de nave-cisterna para misiones de sobrevuelo de la Luna.

## Historia
La Soyuz V fue diseñada para realizar operaciones de rendezvous y acoplamiento en órbita baja terrestre con la finalidad de realizar la función de vehículo cisterna para proporcionar propelente a la etapa propulsora Soyuz B para vuelos circumlunares tripulados. El esquema de las misiones sería el siguiente:
- se lanzaría una Soyuz B (también conocida como Soyuz 9K) no tripulada en una órbita terrestre de 225 km de altura.
- le seguiría el lanzamiento de entre una y tres naves Soyuz V, según la misión, y también sin tripular, que se acoplarían automáticamente a la Soyuz B, a la que transferirían hasta 22 toneladas de propelente.
- finalmente se lanzaría una Soyuz A (también conocida como Soyuz 7K) con los cosmonautas que llevarían a cabo la misión lunar a bordo. La nave se acoplaría a la Soyuz B, que propulsaría al conjunto en una trayectoria de sobrevuelo lunar, con la separación posterior de ambos componentes. Al conjunto de Soyuz A, Soyuz B y Soyuz V se le denominaría L1.

La Soyuz V también podría ser usada con la versión militar de las Soyuz, la Soyuz P, para realizar diversas misiones.
Poco después de autorizarse el desarrollo de la nave se cancelaron los proyectos Soyuz A y Soyuz P, por lo que la Soyuz V perdía toda razón de ser. Algunos de los sistemas de acoplamiento y transferencia de propelente utilizados en el desarrollo de la Soyuz V fueron mejorados y pasaron a formar parte de la tecnología utilizada en los cargueros automáticos Progress utilizados a partir de los años 1970.

## Especificaciones
- Masa: 5900 kg